# Wiesharde

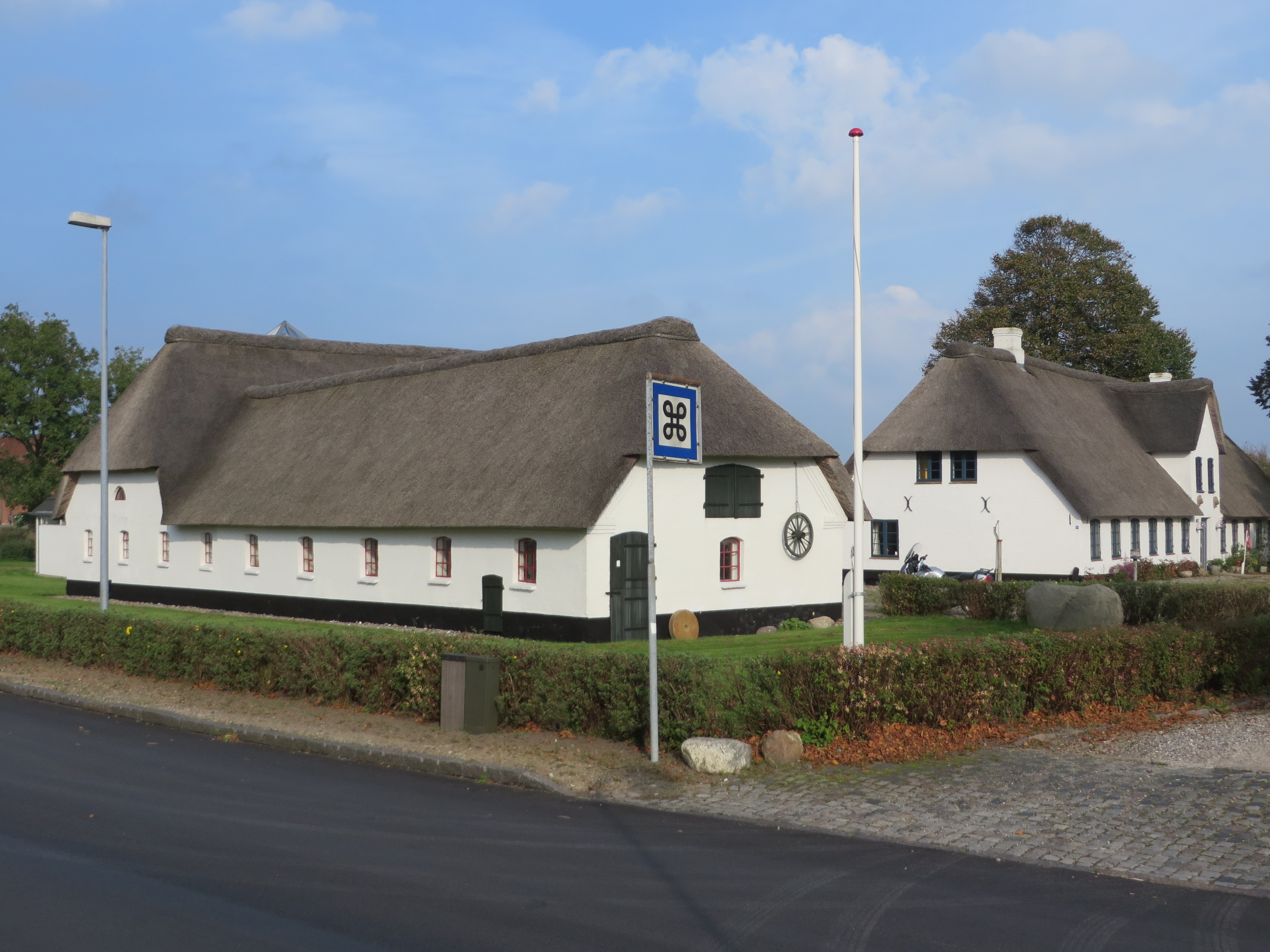
Oldemorstoft in der Bov Sogn (2014)

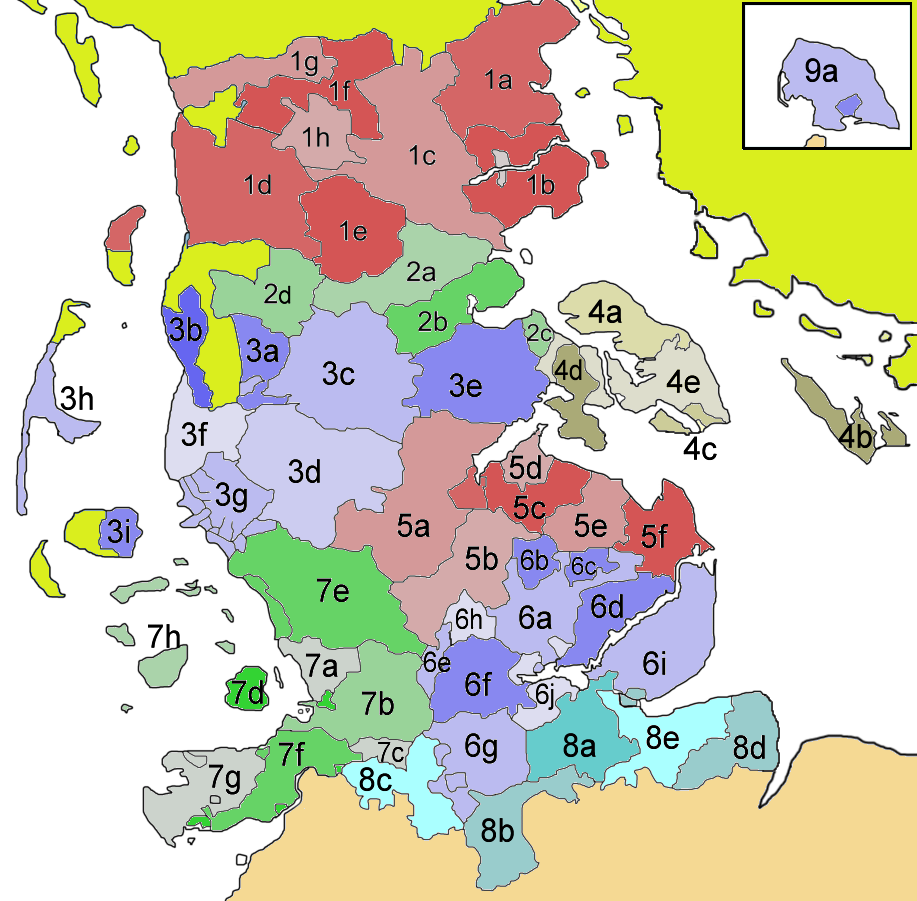
5a auf der Karte des Herzogtums Schleswig zum Stand von 1814

Die Wiesharde (dänisch Vis Herred) war eine Harde in Schleswig. Noch heute ist sie als Landschaftsbezeichnung bekannt und liegt westlich der Stadt Flensburg am Rande der Schleswigschen Geest.

## Hintergrund
Die Wiesharde gehörte zum Istathesyssel, das in König Waldemars Erdbuch von 1231 erwähnt wird. Hauptort der Wiesharde war Handewitt. Die Hardesvogtei lag eine ganze Weile in Oldemorstoft, in der Nähe von Niehuus. Später kam die Wiesharde zum Amt Flensburg. Da die Wiesharde nicht zu Halbinsel gehört, sondern nur an diese grenzt, ist die Wiesharde nicht im 1847 geschaffenen Angler Wappen enthalten. Nach dem Deutsch-Dänischen Krieg wurde durch Preußen 1867 die Provinz Schleswig-Holstein geschaffen. In Folge wurde am 22. September 1867 an Stelle des Amtes Flensburg der Landkreis Flensburg gebildet. Zeitgleich wurden eigenständige Gemeinden eingerichtet, die sodann dem besagten Landkreis unterstellt wurden. Bald darauf wurde das Hardesystem letztlich, gänzlich abgeschafft. Der Amtsbezirk Harrislee, mit den Gemeinden Harrislee und Fröslee sowie der Amtsbezirk Bau, zudem unter Anderen die Gemeinden Niehuus und Kupfermühle gehören, wurden eingerichtet. Oldemorstoft, wo sich die Hardesvogtei befand, ist heute ein Teil von Padborg.